# Euselasia midas
Euselasia midas är en fjärilsart som beskrevs av Fabricius 1775. Euselasia midas ingår i släktet Euselasia och familjen Riodinidae. Inga underarter finns listade i Catalogue of Life.

## Bildgalleri

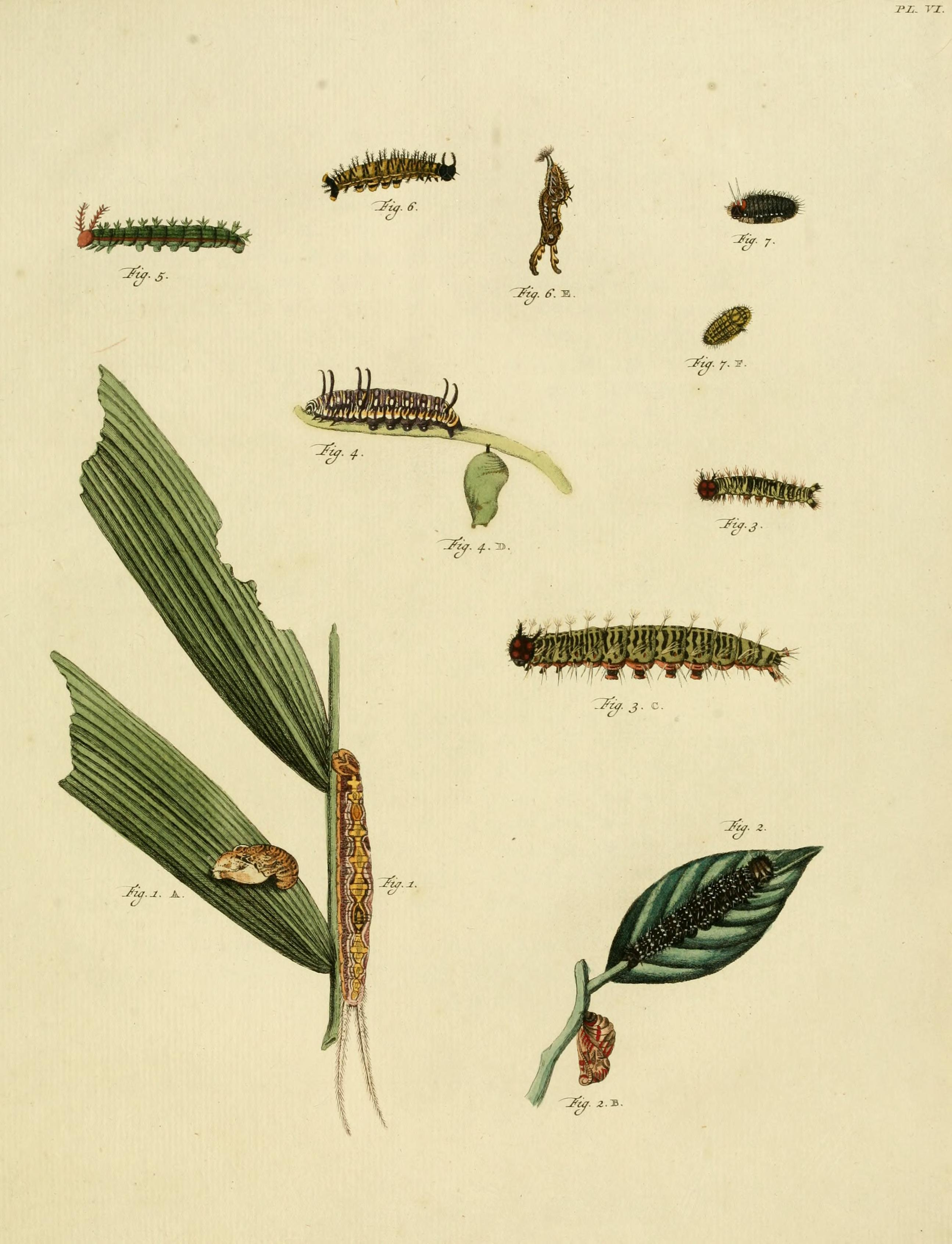
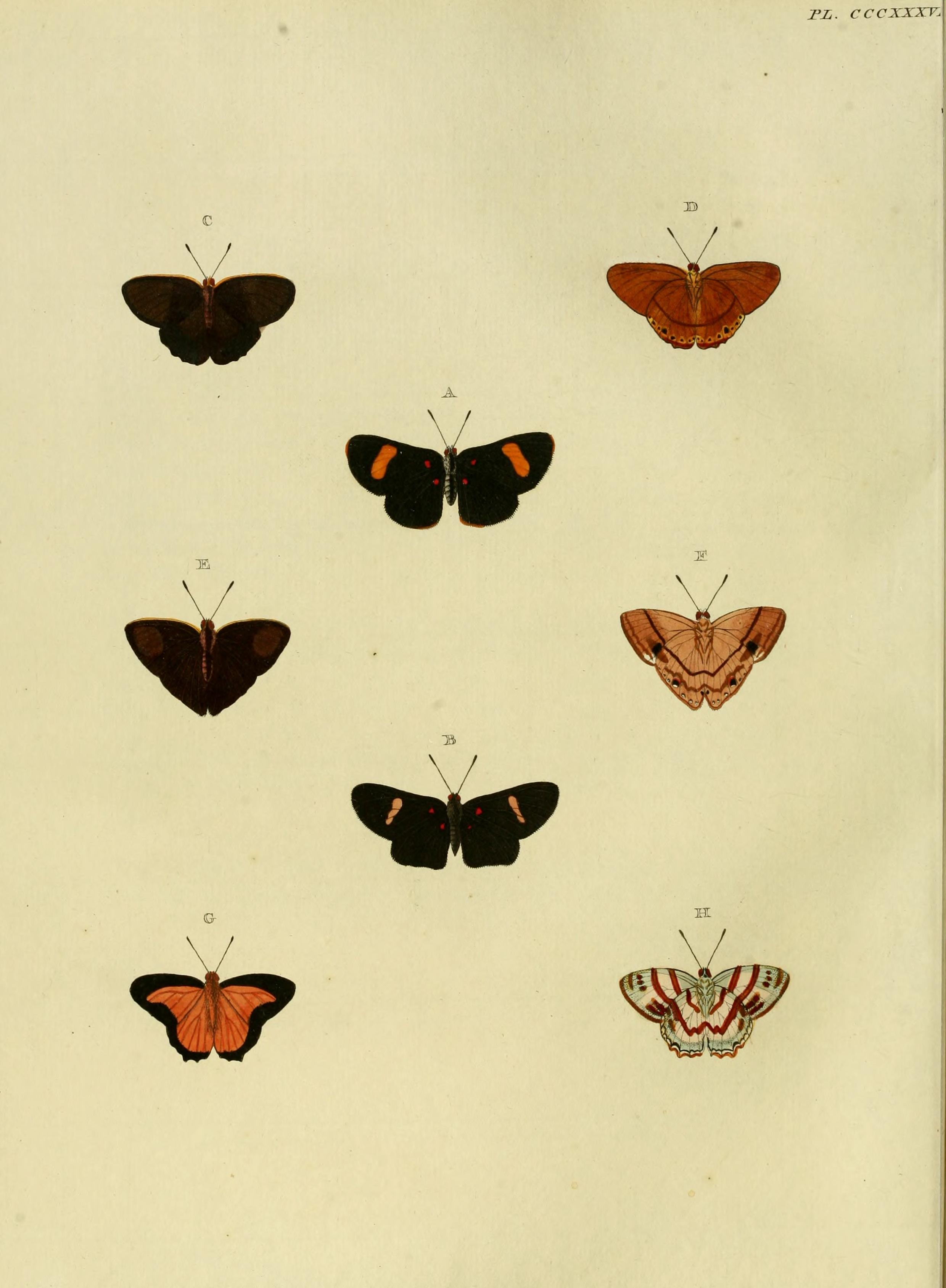
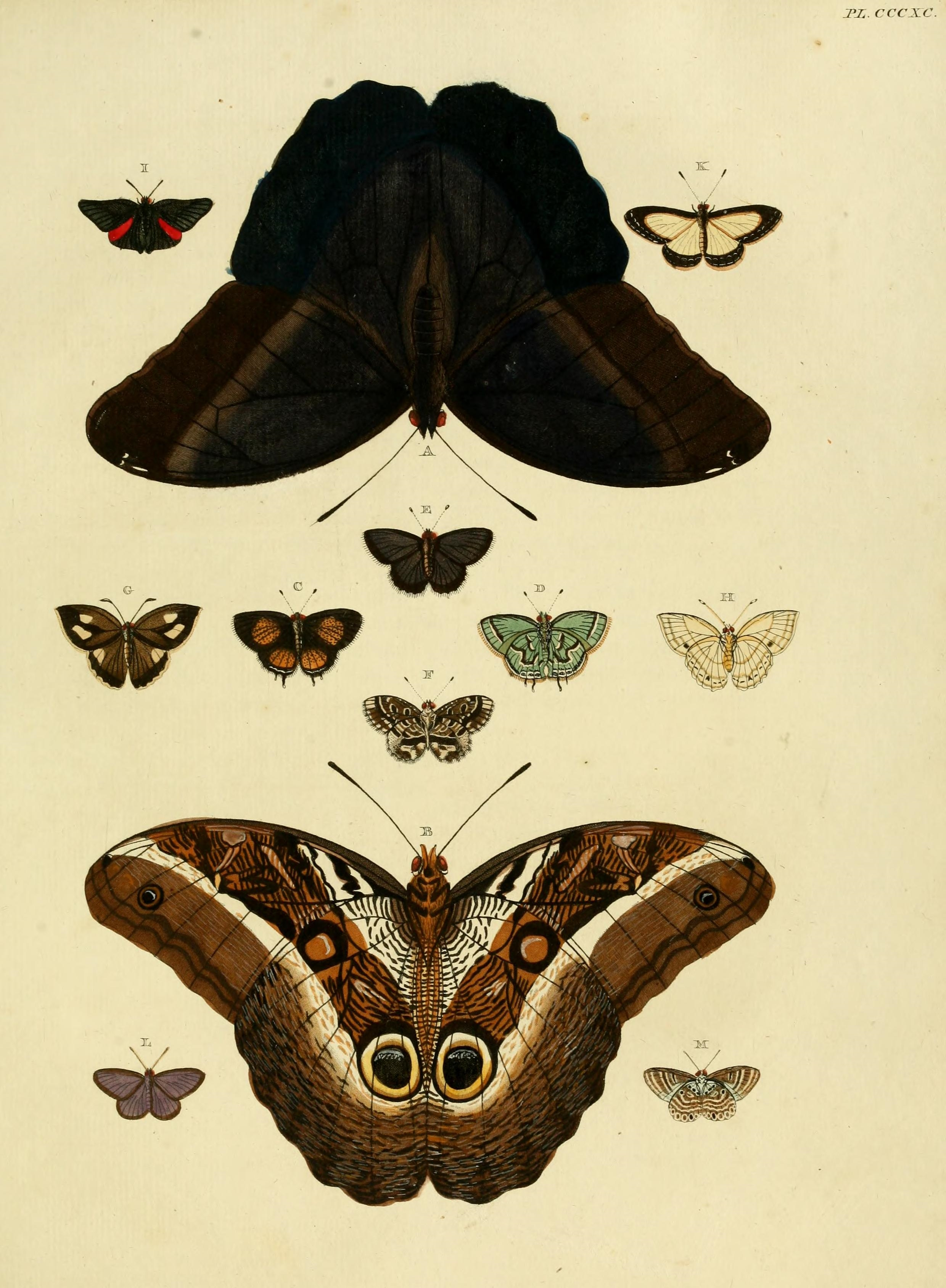
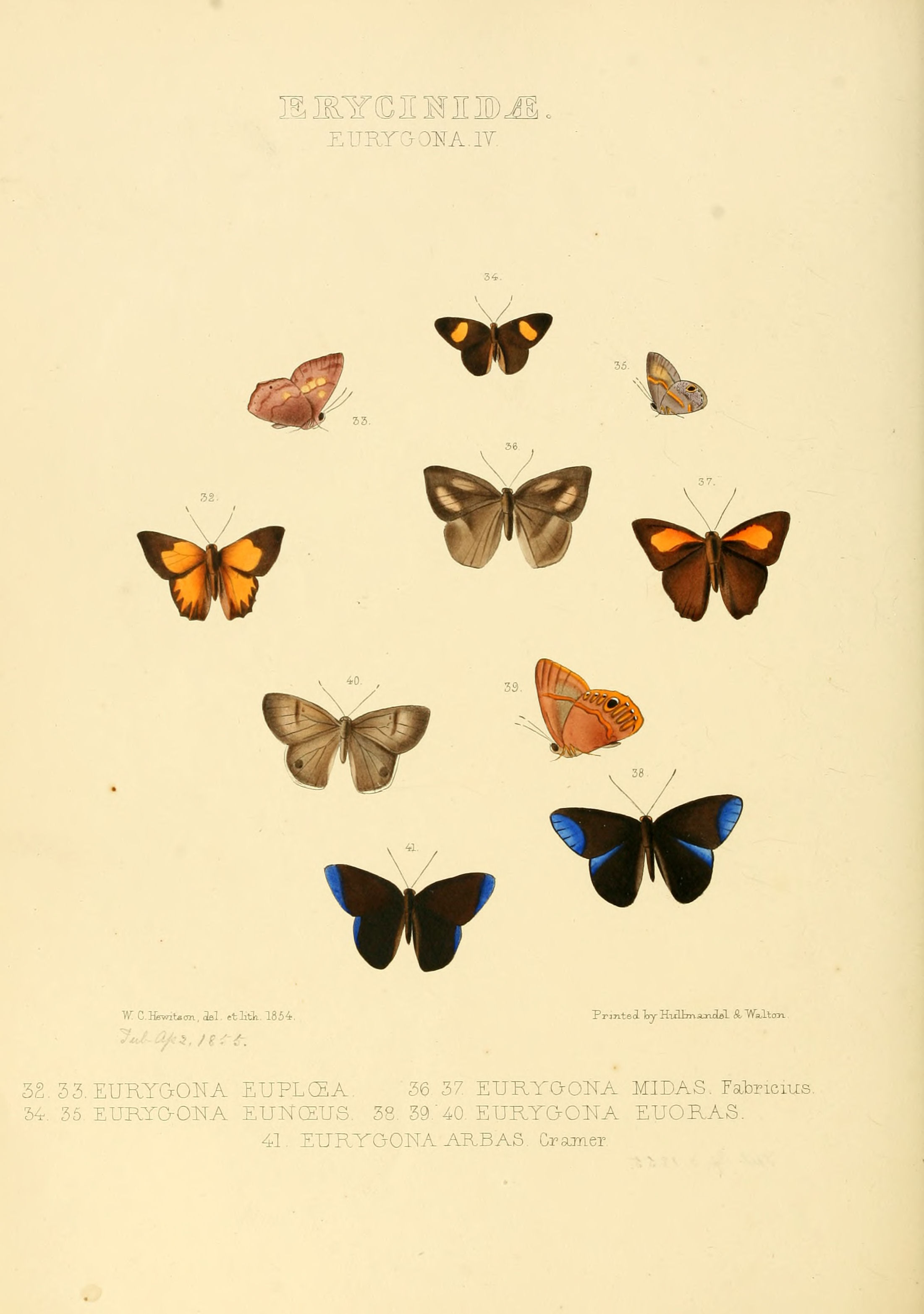